# Mittelstraße 13/15 (Neckargartach)

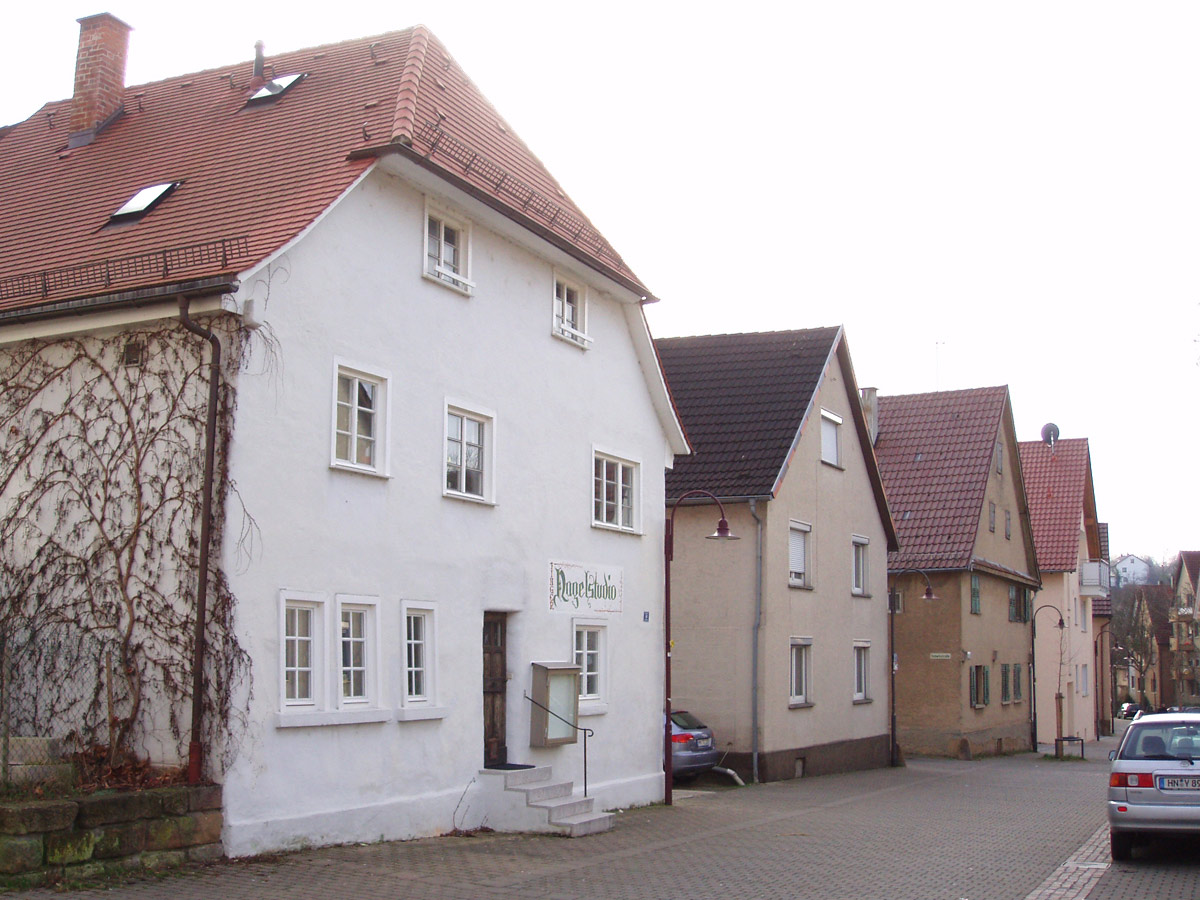
Mittelstraße in Neckargartach, im Vordergrund Wohnhaus 13/15

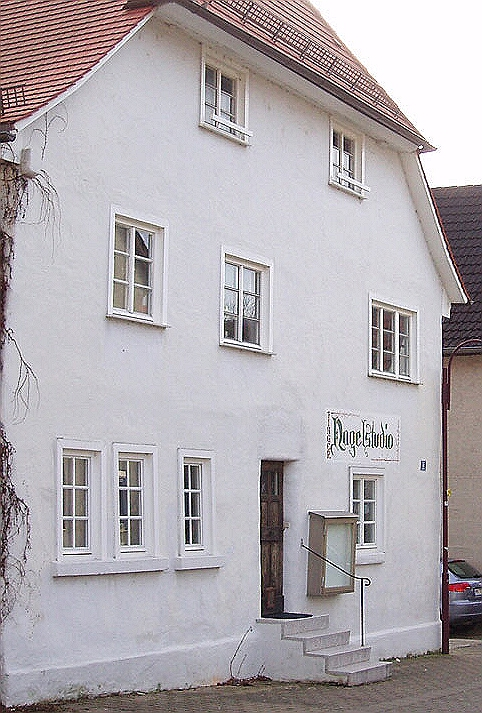
Mittelstraße Wohnhaus 13/15, Eckstube rechts oben

Das Wohnhaus Mittelstraße 13/15 im Heilbronner Stadtteil Neckargartach ist ein privater Profanbau. Das denkmalgeschützte Gebäude gilt als Kulturdenkmal.

## Beschreibung
Das Wohnhaus Mittelstraße 13/15 wurde als zweigeschossiges Fachwerkhaus im Jahre 1714 gebaut. Das sowohl im Ober- als auch im Erdgeschoss im verputzten Fachwerk ausgearbeitete Gebäude ruht auf einem gemauerten Keller aus dem Jahre 1566.
Bemerkenswert ist die historische Eckstube im Obergeschoss im vorderen Teil des Hauses, die auch heute noch an dem großen Fenster zu erkennen ist.